# Ōamishirasato
Ōamishirasato (大網白里市 Ōamishirasato-shi?) es una ciudad en la prefectura de Chiba, Japón, localizada en la parte centro-este de la isla de Honshū, en la región de Kantō. El 1 de marzo de 2021 tenía una población estimada de 47 722 habitantes y una densidad de población de 822 personas por km².

## Geografía
Ōamishirasato se encuentra en el centro-este de la prefectura de Chiba, unos a 50-60 km del centro de la ciudad de Tokio. Está ubicada en la parte suroeste de la llanura de Kujūkuri y la costa de Kujūkuri en el océano Pacífico.

## Historia
El pueblo de Ōami y la villa de Shirasato fueron creados durante la organización del distrito de Sanbu dentro de la prefectura de Chiba el 1 de abril de 1889. Shirasato fue elevado al estatus de pueblo el 10 de agosto de 1935 y Ōami se expandió a través de la anexión de las aldeas vecinas de Yamane y Mizuho el 1 de abril de 1951. Ōami, Shirasato y la villa de Masuho se fusionaron para crear el pueblo de Ōamishirasato el 1 de diciembre de 1954. El pueblo absorbió una parte de la villa de Honnō en un ajuste de límites del 1 de noviembre de 1957. Ōamishirasato fue elevado al estatus de ciudad el 1 de enero de 2013.

## Demografía
Según los datos del censo japonés, la población de Ōamishirasato ha crecido en los últimos 50 años.
| Gráfica de evolución demográfica de Ōamishirasato entre 1950 y 2015 |
|                                                                     |
| Oficina de Estadísticas de Japón                                    |